# Вороновский, Николай Анатольевич
Николай Анатольевич Вороновский (25 ноября 1914, Курск, Курская губерния, Российская империя — 28 ноября 1973, Чебоксары, Чувашская АССР, РСФСР, СССР) — советский государственный и партийный деятель. Первый секретарь Чувашского обкома КПСС (1968—1973).

## Биография
Родился в 1914 году в Курске. Член ВКП(б) с 1939 года.
С 1935 года — на общественной и политической работе. В 1935—1973 гг. — техник на заводе в Курске, на комсомольской, партийной работе, 1-й секретарь Воронежского областного комитета ВЛКСМ, секретарь Липецкого областного комитета КПСС, 2-й секретарь Дагестанского областного комитета КПСС, в ЦК КПСС, заведующий Отделом партийных органов ЦК КПСС по промышленности РСФСР, заместитель, и. о. заведующего Отделом партийных органов — организационно-партийной работы ЦК КПСС по РСФСР, в ЦК КПСС.
С 1968 по 1973 год — 1-й секретарь Чувашского областного комитета КПСС.
Избирался депутатом Верховного Совета РСФСР 5-го, 6-го, 7-го созывов, Совета Союза Верховного Совета СССР 8-го созыва (1970—1974).
Умер в Чебоксарах 28 ноября 1973 года. Похоронен на мемориальном кладбище города Чебоксары.